# Institut für Politische Wissenschaft Heidelberg
Das Institut für Politische Wissenschaft (IPW) ist das politikwissenschaftliche Institut der Ruprecht-Karls-Universität Heidelberg und in die dortige Fakultät für Wirtschafts- und Sozialwissenschaften eingegliedert. Es besteht seit 1958 und hat seitdem zahlreiche bedeutende Persönlichkeiten auf dem Gebiet der Politikwissenschaft hervorgebracht und beschäftigt, so zum Beispiel Dolf Sternberger, einen der Gründerväter der modernen Politikwissenschaft in der Bundesrepublik.

## Geschichte
Seit der Institutsgründung im Jahre 1958 konnte sich das IPW eine durchgängig hohe wissenschaftliche Reputation erarbeiten. Dies gilt etwa für die vergleichende Untersuchung politischer Systeme, den Bereich Innenpolitik/politisches System Deutschlands und die international vergleichende Staatstätigkeitsforschung. Seit seiner Gründung war das Institut zunächst Teil der Philosophischen Fakultät der Universität und wurde erst mit der Gründung der Fakultät für Wirtschafts- und Sozialwissenschaften 2002 in diese eingegliedert. Das IPW ist wie das Max-Weber-Institut für Soziologie und das Alfred-Weber-Institut für Wirtschaftswissenschaften seit 2009 am neugegründeten Campus Bergheim beheimatet (ehemals Ludolf-Krehl-Klinik).
Seit der Jahrtausendwende und unterstützt durch die „Exzellenzinitiative des Bundes und der Länder zur Förderung von Wissenschaft und Forschung an deutschen Hochschulen“ sowie mehreren Hochschulausbaumaßnahmen des Landes Baden-Württemberg wurden Bereiche wie Internationale Beziehungen und hier besonders die Vergleichende Außenpolitik- und Konfliktforschung, die Moderne Politische Theorie sowie die Analytische und International Vergleichende Politische Ökonomie und die Politikfeldforschung erheblich gestärkt.

## Persönlichkeiten des Instituts (Auswahl)

### Ehemalige
- Klaus von Beyme
- Carl Joachim Friedrich
- Marilena Geugjes
- Michael Kreile
- Wolfgang Merkel
- Axel Murswieck
- Dieter Nohlen
- Frank R. Pfetsch
- Manfred G. Schmidt
- Peter Schlotter
- Dolf Sternberger
- Klaus Ziemer

### Aktuelle
- Aurel Croissant
- Jale Tosun
- Michael Haus
- Reimut Zohlnhöfer
- Sebastian Harnisch
- Endre Borbáth

(Quelle)